# Benadalid
Benadalid is een gemeente in de Spaanse provincie Málaga in de regio Andalusië met een oppervlakte van 20,67 km². Benadalid telt 232 inwoners (1 januari 2016).

## Demografische ontwikkeling
Bron: INE, 1857-2011: volkstellingen